# Jeníkovec
Jeníkovec (německy Jenikowetz) je malá vesnice, část obce Maleč v okrese Havlíčkův Brod v Kraji Vysočina. Nachází se asi 1,5 km na východ od Malče. Prochází zde silnice II/344. V roce 2009 zde bylo evidováno 9 adres. V roce 2001 zde trvale žilo 22 obyvatel. Osadou protéká Blatnický potok, který je pravostranným přítokem řeky Doubravy.
Jeníkovec je také název katastrálního území o rozloze 1,24 km2.